# Морозово (Верховажский район)
Морозово — село в Верховажском районе Вологодской области. Административный центр Морозовского сельского поселения и Морозовского сельсовета.
Расстояние до районного центра Верховажья по автодороге — 24,3 км. Ближайшие населённые пункты — Олотинская, Фоминская, Михайловская, Сбоевская, Силинская-1, Захаровская, Машковская, Мининская, Евсюнинская.
По переписи 2002 года население — 158 человек (82 мужчины, 76 женщин). Преобладающая национальность — русские (99 %).